# Andrei Pleșu
Andrei Gabriel Pleșu (n. 23 august 1948, București, România) este un scriitor și eseist român, estetician și istoric al artei, stilist al limbii române. A fost ministrul Culturii (28 decembrie 1989 - 16 octombrie 1991) în Guvernul Petre Roman și ministrul Afacerilor Externe în Guvernul Radu Vasile (29 decembrie 1997-22 decembrie 1999). 
Absolvent al Liceului „Spiru Haret” în 1966 și al Facultății de Arte Plastice (la Secția de istoria și teoria artei), ca șef de promoție, a participat la Școala de la Păltiniș, fiind alături de Gabriel Liiceanu unul dintre cei mai importanți discipoli ai filosofului Constantin Noica. La vârsta de 20 de ani (în 1968), a intrat în Partidul Comunist Român, pentru ca în ultimii ani ai regimului comunist să fie unul dintre intelectualii opozanți, neremarcându-se totuși prin gesturi militante de disidență. A ajuns persona non grata în urma scandalului „Meditației Transcedentale”, pierzându-și locul de muncă și fiind nevoit să petreacă o perioadă de timp „în exil” la Tescani. Deși i-a fost permis să părăsească țara încă înainte de 1989, întâlnind figuri de primă mână ale exilului, precum cuplul Virgil Ierunca-Monica Lovinescu, a ales să nu rămână în străinătate. 
Doctor honoris causa al Universității „Albert Ludwig” din Freiburg (2000) și al Universității „Humboldt” din Berlin (2001), Commandeur des Ordre des Arts et des Lettres, Grand Officier de la Légion d'honneur și autor de succes, a fost și puternic contestat în ultimii ani, fiind asimilat alături de Gabriel Liiceanu și Horia Roman Patapievici unui grup de interese care ar acapara viața intelectuală și culturală a României. Andrei Pleșu a fost de asemenea aspru criticat ca susținător al președintelui Traian Băsescu, deși își depusese încă din 2005 demisia din funcția de consilier prezidențial.  
A fondat revista culturală Dilema (mai târziu redenumită Dilema Veche), în care publică un editorial săptămânal. Pleșu a realizat împreună cu Gabriel Liiceanu câteva emisiuni de televiziune, printre care 50 de minute cu Pleșu și Liiceanu (2011).
Ca scriitor, înregistrează un important succes de stimă și de public (critica îl consacră dinainte de 1989 - N. Manolescu, Monica Lovinescu etc. -, cărțile sale cuprind azi constant tiraje de zeci de mii de exemplare) cu volumele Minima moralia (1988), Jurnalul de la Tescani (1993) și Despre îngeri (2003). Contrastul formal între o problematică gravă (cu deosebire morală, teologică și existențială) și abordarea ei relaxată, adesea ludică și de o frapantă veracitate, constituie elementul determinant al stilului său de autor. Ilustrativ în acest sens e propriul său portret: „Citesc cu plăcere, îmi plac ideile și îl caut pe Dumnezeu. Dar îmi plac și cîrnații de Pleșcoi, bufoneriile crude, brînzeturile răscoapte, cheful, hetaira, romanța. Sunt, hélas, lacom, echivoc, ușor de atras spre lejerități de tot soiul... Asta e, vreau-nu-vreau, "rețeta" mea existențială, tensiunea primejdioasă a destinului meu. (...) Cine - atribuindu-mi perfecțiuni geometrice - e dezamăgit să-mi vadă ridurile, și-a creat un interlocutor fals și nu am de gînd să încurajez o asemenea anomalie”.

## Biografie
S-a născut la București, ca fiu al chirurgului Radu Pleșu și al soției acestuia, Zoe Rădulescu. În 1955 a început școala primară la Sinaia însă după numai un an a urmat școala la Pârscov, județul Buzău (1956-1957) și a încheiat-o la București (1959).
A absolvit Liceul "Spiru Haret" din București în 1966, apoi a urmat cursurile Facultății de Arte Plastice, secția istoria și teoria artei. În 1980 a obținut titlul de doctor în istoria artei cu teza "Sentimentul naturii în cultura europeană". Între 1975-1977 a fost bursier Humboldt la Universitatea din Bonn și în perioada 1983-1984 bursier la Universitatea din Heidelberg.
În timp ce era student, a devenit membru al Partidului Comunist Român. A fost exclus din PCR în mai 1982 ca urmare a implicării sale în așa-numita „afacere a Meditației Transcendentale”, instrumentalizată de puterea comunistă pentru a compromite mai mulți membri ai intelectualității vremii; pe lângă Pleșu, între cei vizați de acțiunea regimului comunist, se numărau sculptorul Ovidiu Maitec și scriitorul Marin Sorescu. A fost „exilat” la Tescani și i s-a luat dreptul de semnătură.
Andrei Pleșu i-a trimis două memorii lui Nicolae Ceaușescu, în care îi cerea acestuia reangajarea la Institutul de Istorie a Artei, și a nu fi pus la zid pentru participarea la o conferință pe tema „meditației trancendentale”. Ceea ce nu știa era că operațiunea fusese orchestrată de Securitate, în scopul eliminării unor persoane incomode, și astfel apelurile sale erau inutile. 
Cercetător la Institutul de Istoria Artei, participă alături de Gabriel Liiceanu la seminariile private ținute de Constantin Noica la Păltiniș. Încadrabile în prealabil preocupărilor conexe istoriei și teoriei artei, volumele, studiile și cronicile sale din presa timpului își lărgesc treptat tematica înspre domeniul moralei și al antropologiei culturale, recomandându-l imediat, prin percutanța ideilor și luxurianța stilului, drept unul dintre cei mai captivanți eseiști ai vremii (v. criticile lui Al. Rosetti, Monica Lovinescu, N. Manolescu etc.)
Către sfârșitul anilor '80, poetul și disidentul anticomunist Mircea Dinescu era arestat la domiciliu, din cauza unui interviu acordat unui jurnalist străin. Pe toată perioada arestului la domiciliu, când casa era păzită de Securitate și Dinescu o putea părăsi doar în compania securiștilor, una din puținele persoane care l-au vizitat în mod repetat, înfruntând stigmatul asocierii cu un opozant al regimului, a fost Andrei Pleșu. 
După prăbușirea regimului comunist, a înființat institutul de studii avansate „New Europe College”, revista culturală Dilema (azi, Dilema veche) și a acceptat în diverse perioade o serie de funcții publice.
A fost începând cu 28 decembrie 1989 primul ministru al culturii după căderea regimului comunist. Două dintre realizările majore din timpul mandatului său sunt conform intelectualului Dan C. Mihăilescu transformarea fostei Edituri politice în Editura Humanitas - prin numirea în funcția de director a prietenului și comilitonului său păltinișean Gabriel Liiceanu - și transformarea Muzeului de Istorie a PCR în Muzeul Țăranului Român, la conducerea căruia a fost numit intelectualul Horia Bernea.
În timpul guvernării PSD din 2000-2004, Pleșu a fost membru al Colegiului CNSAS, organismul responsabil cu studierea arhivelor fostei poliții de stat și cu stabilirea culpabilității individuale care colaboraseră cu aceasta. În ședința din 5 octombrie 2004, în care se vota dacă politicianul Corneliu Vadim Tudor făcuse sau nu poliție politică, minoritatea reprezentată de Andrei Pleșu, Mircea Dinescu, Horia Roman Patapievici si Claudiu Secașiu a fost învinsă de către Gheorghe Onișoru (PNL), Constantin Buchet (PRM), Viorel Nicolescu (PNTCD) si Ladislau Csendes (UDMR), datorită dreptului lui Onișoru, ca președinte al Colegiului, de a exprima două voturi.  Astfel, deși existau la dosar mărturii că Tudor înaintase chiar și lui Ceaușescu liste cu persoane care urmau să fie disciplinate, acesta a fost curățit de orice vină. Pe data de 7 octombrie 2004, în cadrul unei conferințe de presă extraordinare, Andrei Pleșu a demisionat din Consiliul Național pentru Studierea Arhivelor Securității.

### Viața personală
În 1972 s-a căsătorit cu Catrinel Maria Petrulian, fiica profesorului și membru al Academiei, Nicolae Petrulian (1902-1983); are doi fii, Matei și Mihai.

## Angajarea publică
- 28 dec. 1989 - 16 oct. 1991 - ministrul Culturii[10]
- 29 dec. 1997 - 22 dec. 1999 - ministrul Afacerilor Externe
- 2000 - 7 oct. 2004 - membru în Consiliul Național pentru Studierea Arhivelor Securității
- 20 dec. 2004 - 3 mai 2005 - consilier prezidențial pentru relații internaționale[18]

## Opera

### Scrieri publicate în țară
- Călătorie în lumea formelor, Ed. Meridiane, 1974;
- Pitoresc și melancolie: o analiză a sentimentului naturii în cultura europeană, Ed. Univers, 1980; reeditări ulterioare la Ed. Humanitas 1992, 2003, 2009;
- Francesco Guardi, Ed. Meridiane, 1981;
- Ochiul și lucrurile, Ed. Meridiane, 1986, 2023;
- Minima moralia (elemente pentru o etică a intervalului), Cartea românească, 1988, reeditări ulterioare (Humanitas) 1994, 2002, 2005, 2006, 2013 [19];
- Dialoguri de seară, Ed. Harisma, 1991;
- Jurnalul de la Tescani, Ed. Humanitas, 1993, 1996, 2003, 2005, 2011;
- Limba păsărilor, Ed. Humanitas, 1994, 1997, 2009;
- Chipuri și măști ale tranziției, Ed. Humanitas, 1996;
- Transformări, inerții, dezordini. 22 de luni după 22 decembrie 1989 (coautori Petre Roman și Elena Ștefoi), Ed. Polirom, 2002;
- Despre îngeri, Ed. Humanitas, 2003 [20][21][22], 2005, 2012, 2015;
- Obscenitatea publică, Ed. Humanitas, 2004, 2005;
- Comèdii la porțile Orientului, Ed. Humanitas, 2005, 2006, 2008, 2011, 2012;
- Despre bucurie în Est și în Vest și alte eseuri, Ed. Humanitas, 2006, 2007;
- Sensuri metafizice ale crucii (în colaborare), Ed. Humanitas, 2007;
- Note, stări, zile (1968 - 2009), Ed. Humanitas, 2010, 2012;
- Despre frumusețea uitată a vieții (reunește eseuri din "Dilema veche" și "Adevărul"), Ed. Humanitas, 2011, 2014, 2016, 2022;
- Față către față. Întâlniri și portrete, Ed. Humanitas, 2011;
- Parabolele lui Iisus: adevărul ca poveste, Ed. Humanitas, 2012, 2021;
- Din vorbă-n vorbă, Ed. Humanitas, 2013 [23];
- Neliniști vechi și noi, Ed. Humanitas, 2016;
- Despre inimă și alte eseuri, Ed. Humanitas, 2017;
- Pe mâna cui suntem?, Ed. Humanitas, 2018;
- Despre destin (coautor Gabriel Liiceanu), Ed. Humanitas, 2020;
- Dialoguri de duminică (coautor Gabriel Liiceanu), Ed. Humanitas, 2021;
- O idee care ne sucește mințile (coautori Gabriel Liiceanu, Horia-Roman Patapievici), Ed. Humanitas, 2022;
- Capodopere în dialog, Ed. Humanitas, 2023;

### Lucrări publicate în străinătate
- Corot, Murray's Sales and Service, 1973;
- Ethique de Robinson, Éditions de L’Herne, Paris, 1990
- Reflexion und Leidenschaft (Minima moralia); Deuticke, Viena, 1992
- Tårarnas gåva: Essä om en minimimoral (Minima moralia); Dualis, Ludvika, 1995
- Madarak nyelve (Minima moralia și Limba păsărilor), trad. de Horváth Andor; Pécs: Jelenkor, 2000;
- Robinson etikája: Az intervallum etikájának elemei (Minima moralia); Tinivár, Kolozsvár, 2000
- Eliten - Ost und West; Berlin, de Gruyter, 2000;
- Tescani napló (Jurnalul de la Tescani), trad. de Horváth Andor; Koinónia, 2000;
- Wer in der Sonne steht, wirft Schatten(Jurnalul de la Tescani); Ostfildern vor Stuttgart, ed. Tertium, 2000;
- Minima moralia: Poynámky k etike intervalu (Minima moralia); Kalligram, Bratislava, 2001
- Die Toleranz und das Intolerable; Basel, Schwabe, 2004;
- Actualité des anges; ed. Buchet-Chastel, 2005;
- Angyalok (Despre îngeri), trad. de [Melinda Székely]]; Koinónia, 2006

### Audio books
- Noica (în colaborare cu Gabriel Liiceanu), Ed. Humanitas Multimedia, 2003;
- Despre îngeri, Ed. Humanitas Multimedia, 2003, 2005;
- Comedii la porțile Orientului, Ed. Humanitas, 2005, 2011;
- Sub semnul depărtării : corespondența Constantin Noica - Sanda Stolojan; pref. de Matei Cazacu; lectura: Andrei Pleșu, Gabriel Liiceanu; Ed. Humanitas Multimedia, 2006;
- Un alt fel de Caragiale; autor: I L Caragiale, lectura: Andrei Pleșu; Ed. Humanitas Multimedia, 2006, 2007, 2009;
- Craii de Curtea-Veche; autor: Mateiu Caragiale; lectura: Andrei Pleșu; Ed. Humanitas Multimedia, 2008;
- El major și ea minoră; autor: George Topîrceanu, lectura: Andrei Pleșu; Ed. Humanitas Multimedia, 2008;
- Înapoi la argument: Horia-Roman Patapievici în dialog cu Andrei Pleșu, Ed. Humanitas Multimedia, 2008;
- Minima moralia, Ed. Humanitas Multimedia, 2009;
- O noapte ploua-n cinstea mea... O noapte ploua-n cinstea ei...; autor: Ion Minulescu, lectura: Andrei Pleșu; Ed. Humanitas Multimedia, 2010
- Plugarul și moartea; autor: Johannes von Tepl, lectura: Andrei Pleșu; Ed. Humanitas Multimedia, 2011;
- 50 de minute cu Pleșu și Liiceanu, Ed. Humanitas Multimedia, 2011
- Despre frumusețea uitată a vieții, Ed. Humanitas Multimedia, 2012;
- 11 autori Humanitas citesc cele mai frumoase pagini: o antologie Humanitas 25 de ani - Ana Blandiana, Lucian Boia, Mircea Cărtărescu, Andrei Cornea, Neagu Djuvara, Gabriel Liiceanu, Dan C. Mihăilescu, Radu Paraschivescu, Horia-Roman Patapievici, Ioana Pârvulescu, Andrei Pleșu; Ed. Humanitas Multimedia, 2015;
- Aforismele tranziției; autor: Radu Paraschivescu, lectura: Andrei Pleșu; Ed. Humanitas Multimedia, 2015;

### Lucrări colective
- Dialoguri de seară, Constantin Galeriu, Gabriel Liiceanu, Andrei Pleșu și Sorin Dumitrescu; Ed. Harisma, 1991;
- Îndreptar-dicționar de politologie de Silviu Brucan; ed. îngrij. de D. Petre ; cu articole demonstrative de Octavian Andronic, Ion Cristoiu, Andrei Pleșu și Dumitru Tinu; Ed. Nemira, 1993;
- Reinventând Europa; interviuri acordate Roxanei Sorescu de către Eva Behring, Paul Cornea, Alexandru George, Victor Neumann, Horia-Roman Patapievici, Andrei Pleșu, Violette Rey și Leon Volovici ; pref. și postf. de Roxana Sorescu; Du Style, 1998;
- Transformări, inerții, dezordini: 22 de luni după 22 decembrie 1989. Andrei Pleșu și Petre Roman în dialog cu Elena Ștefoi; Ed. Polirom, 2002;
- Pe viu despre Parinții Bisericii, coord. de Cristian Bădiliță; convorbiri cu: Andrei Pleșu, Monique Alexandre, Marguerite Harl, Enrico Norelli, Juan José Ayán Calvo, Attila Jakab, Alain le Boulluec, Giovanni Filoramo, Jean-Noël Guinot, Lucian Turcescu, I. P.S. Nicolae Corneanu, Ysabel de Andia, Marie-Hélène Congourdeau, Marius David Cruceru; Ed. Humanitas, 2003
- Sensuri metafizice ale crucii: extrase din seminarul în jurul cartii lui René Guénon "Simbolismul crucii" : Colegiul "Noua Europa", ianuarie - mai 2002 - Andrei Pleșu, Anca Manolescu, Horia-Roman Patapievici, Gabriel Liiceanu; Ed. Humanitas, 2007;
- Cartea cu bunici, coord. de Marius Chivu -  Gabriela Adameșteanu, Radu Afrim, Iulia Alexa, Adriana Babeți, Anamaria Beligan, Adriana Bittel, Ana Blandiana, T. O. Bobe, Lidia Bodea, Emil Brumaru, Alin Buzărin, Alexandru Călinescu, Matei Călinescu, Daniela Chirion, Livius Ciocârlie, Adrian Cioroianu, Alexandru Cizek, Andrei Codrescu, Denisa Comănescu, Radu Cosașu, Dana Deac, Florin Dumitrescu, B. Elvin, Cătălin Dorian Florescu, Filip Florian, Matei Florian, Șerban Foarță, Emilian Galaicu-Păun, Vasile Gârneț, Cristian Geambașu, Dragoș Ghițulete, Cristian Ghinea, Bogdan Ghiu, Stela Giurgeanu, Adela Greceanu, Bogdan Iancu, Nora Iuga, Doina Jela, Alexandra Jivan, Ioan Lăcustă, Florin Lăzărescu, Dan Lungu, Cosmin Manolache, Anca Manolescu, Angela Marinescu, Virgil Mihaiu, Mircea Mihăieș, Călin-Andrei Mihăilescu, Dan C. Mihăilescu, Vintilă Mihăilescu, Ruxandra Mihăilă, Lucian Mîndruță, Adriana Mocca, Cristina Modreanu, Ioan T. Morar, Ioana Morpurgo, Radu Naum, Ioana Nicolaie, Tudor Octavian, Andrei Oișteanu, Radu Paraschivescu, Horia-Roman Patapievici, Dora Pavel, Irina Petraș, Cipriana Petre, Răzvan Petrescu, Marta Petreu, Andrei Pleșu, Ioan Es. Pop, Adina Popescu, Simona Popescu, Radu Pavel Gheo, Tania Radu, Antoaneta Ralian, Ana Maria Sandu, Mircea-Horia Simionescu, Sorin Stoica, Alex Leo Șerban, Robert Șerban, Tia Șerbănescu, Cătălin Ștefănescu, Pavel Șușară, Iulian Tănase, Antoaneta Tănăsescu, Cristian Teodorescu, Lucian Dan Teodorovici, Călin Torsan, Traian Ungureanu, Constanța Vintilă-Ghițulescu, Ciprian Voicilă, Sever Voinescu; Ed. Humanitas, 2007;
- Pot să vă mai enervez cu ceva? Interviuri între vehemență și emoție, coord. de Ovidiu Șimonca - Nicolae Manolescu, Matei Călinescu, Mihai Șora, Matei Vișniec, Antoaneta Ralian, Andrei Pleșu, Andrei Șerban, Livius Ciocârlie, Paul Cornea, Alexandru Paleologu, Gabriela Adameșteanu, Gheorghe Crăciun, Dumitru Țepeneag, Nora Iuga, Gabriel Liiceanu, Gabriela Melinescu, Ștefan Agopian, Mircea Cărtărescu, Neagu Djuvara, Gelu Ionescu, Petru Cimpoeșu, Bujor Nedelcovici, Mircea Horia Simionescu, Victor Rebengiuc, Marcel Iureș;  Ed. Cartier, 2009;
- Despre Noica. Noica inedit- Andrei Pleșu, Ioana Pârvulescu, Dan C. Mihăilescu, Gabriel Liiceanu, Alexandru Dragomir, Andrei Cornea; Ed. Humanitas, 2009;
- Cărțile care ne-au făcut oameni, coord. de Dan C. Mihăilescu - Ana Blandiana, Lucian Boia, Mircea Cărtărescu, Ștefan Câlția, Livius Ciocârlie, Andrei Cornea, Neagu Djuvara, Gabriel Liiceanu, Nicolae Manolescu, Mihai Măniuțiu, Horia-Roman Patapievici, Ioana Pârvulescu, Irina Petrescu, Andrei Pleșu, Victor Rebengiuc, Alex Ștefănescu, Valeriu Stoica, Ion Vianu; Ed. Humanitas, 2010;
- Arhangheli și îngeri - Alexandru Mihaila, Bogdan Tataru-Cazaban, Vlad Bedros, Ovidiu-Victor Olar, Mihail Neamțu; Ed. Deisis/Stavropoleos, 2011
- Intelectuali la cratiță. Amintiri culinare și 50 de rețete - Gabriel Liiceanu, Adriana Babeți, Adriana Bittel, Ana Blandiana, Emil Brumaru, Mircea Cărtărescu, Marius Chivu, Livius Ciocârlie, Neagu Djuvara, Dan C. Mihăilescu, Ioana Nicolaie, Radu Paraschivescu, Ioana Pârvulescu, Oana Pellea, Monica Pillat, Andrei Pleșu, Tania Radu, Antoaneta Ralian, Grete Tartler, Vlad Zografi; Ed. Humanitas, 2012;
- Evreii din România. Lucrările simpozionului din 17 februarie 2013. Contributori: Andrei Oișteanu, Andrei Pleșu, Neagu Djuvara, Adrian Cioroianu; moderator Aurel Vainer, Ed. Hasefer, București, 2013;
- Casele vieților noastre - Gabriel Liiceanu, Adriana Bittel, Ana Blandiana, Andrei Pleșu, Antoaneta Ralian, Barbu Cioculescu, Dan C. Mihăilescu, Gabriela Tabacu, Horia-Roman Patapievici, Ioana Pârvulescu, Micaela Ghițescu, Monica Pillat, Radu Paraschivescu, Tania Radu, Victor Ieronim Stoichiță; Ed. Humanitas, 2014;
- O idee care ne sucește mințile - Andrei Pleșu, Horia-Roman Patapievici, Gabriel Liiceanu; Ed. Humanitas, 2014; [24]
- Și eu am trăit în comunism, coord. de Ioana Pârvulescu; Gabriel Liiceanu, Andrei Pleșu, Mircea Cărtărescu, Radu Paraschivescu, Lidia Bodea, Rodica Zafiu; Ed. Humanitas, 2015;
- Bucureștiul meu - Andrei Pleșu, Dan C. Mihăilescu, Ioana Pârvulescu, Tatiana Niculescu, Radu Paraschivescu, Gabriela Tabacu, Horia-Roman Patapievici, Anamaria Smigelschi, Andreea Răsuceanu, Dan Petrescu, Monica Pillat, Andrei Crăciun, Ioana Nicolaie, Adriana Bittel, Corina Ciocârlie, Marius Constantinescu, Mircea Cărtărescu, Neagu Djuvara; Ed. Humanitas, 2016;
- Iubirea din oglindă, coord. de Tatiana Niculescu, texte de George Bălan, Andrei Pleșu, Martin S. Martin, Gabriel Liiceanu, Petru Creția, Michael Fieger, Victor Bărbulescu, Tarciziu Șerban Adam, Emanuel Conțac, Teodor Baconschi, Florin Buhuceanu, Constantin Necula, Wilhelm Tauwinkl, Domnica Petrovai, Andrei Șerban, Florentina Ionescu, Cristi Danileț, Ed. Humanitas, 2017
- Cum să fii fericit în România, coord. de  Oana Bârna, texte de Gabriel Liiceanu, Ioana Pârvulescu, Radu Paraschivescu, Tatiana Niculescu, Anamaria Smigelschi, Andrei Pleșu, Adriana Bittel, Dan Tăpălagă, Jean A. Harris, Vlad Zografi, Clotilde Armand, Ariana Rosser Macarie, Andreea Răsuceanu, Andrei Cornea, Monica Pillat, Mihaela Coman, Horia-Roman Patapievici; Ed. Humanitas, 2017;
- Iubirea din oglindă: Despre sex și identitate, coord. de  Tatiana Niculescu, texte de Andrei Pleșu, Gabriel Liiceanu, Petru Creția, Michael Fieger, Victor Bărbulescu, Tarciziu Șerban Adam, Emanuel Conțac, Teodor Baconschi, Florin Buhuceanu, Constantin Necula, Wilhelm Tauwinkl, Domnica Petrovai, Andrei Șerban, Florentina Ionescu, Cristi Danileț; Ed. Humanitas, 2017;

### Premii
- Premiul pentru critică de artă al Uniunii Artiștilor Plastici, București, 1980;
- Premiul pentru eseu al Asociației Scriitorilor din București, 1980;
- Marele Premiu al revistei „Ateneu”, Bacău, 1991;
- Premiul revistei „Flacăra”, București, 1993;
- Premiul pentru eseu al Uniunii Scriitorilor din România, București, 1994;
- Premiul pentru cea mai bună carte a anului (Limba păsărilor), Cluj-Napoca, 1994;
- Premiul revistei „Cuvântul”, București, 1996;
- Premiul pentru critică și eseu al Asociației Scriitorilor din București (pentru volumul  Chipuri și măști ale tranziției), 1996;
- Premiul Asociației Scriitorilor Profesioniști din România (ASPRO) pentru cea mai bună carte a anului (Chipuri și măști ale tranziției), 1996;
- Premiul revistei „Privirea”, București, 1999;
- Premiul Grupului pentru Dialog Social, București, 1999;
- Ordinul Național „Serviciu Credincios” în grad de Mare Cruce, 2000;
- Premiul Asociației Editorilor din România (AER) - categoria „Succesul Anului” - pentru cartea Despre îngeri, Humanitas, București, 2003
- Premiul Asociației Scriitorilor Profesioniști din România (ASPRO) - categoria „Critică/Eseu” - pentru volumul Despre îngeri, Humanitas, București, 2003
- Premiul Național al Uniunii Scriitorilor din România, 2019[25].

### Distincții
- Commandeur de l’Ordre des Arts et des Lettres, Paris, Franța (1990);
- New Europe Prize for Higher Education and Research, acordat la Berlin de Center for Advanced Study in the Behavioral Sciences, Stanford, Institute for Advanced Study, Princeton, National Humanities Center, Research Triangle Park, North Carolina; Netherlands Institute for Advanced Study in the Humanities and Social Sciences (NIAS), Wassenaar; Swedish Collegium for Advanced Study in the Social Sciences (SCASSS), Uppsala și Wissenschaftskolleg zu Berlin (1993);
- Premiul pentru eseu al Uniunii Scriitorilor din Republica Moldova, Chișinău (1995);
- Premiul Academiei Brandenburgice de Științe, Berlin, Germania (1996);
- La Gran Cruz de la Orden „El Sol del Perú”, Lima, Peru (1998);
- Medalia „Goethe”, Institutul „Goethe”, Weimar, Germania (1999);
- Ordre National de la Légion d’Honneur al Franței (în martie în gradul de „Commandeur” și în decembrie în gradul de „Grand Officier”) (1999);
- Premiul „Corvinus”, conferit de Europa Institute și de Academia Maghiară de Științe, Budapesta, Ungaria (1999);
- Medalia „Konstantin Jireček”, conferită de Südosteuropa-Gesellschaft, München, Germania (2000);
- Ordinul Național Crucea Sudului (Cruzeiro do Sul), oferit de Președintele Republicii Federative Brazilia (2000);
- Premiul „Theodor-Heuss”, acordat de Fundația „Theodor-Heuss”, Stuttgart, Germania (2000);
- Dr. phil. honoris causa al Universității „Albert-Ludwig”, Freiburg im Breisgau, Germania (2000);
- Dr. phil. honoris causa al Universității „Humboldt”, Berlin, Germania (2001);
- Premiul „Mitteleuropa”, acordat de Institut für den Donauraum und Mitteleuropa, Viena, Austria (2002);
- Premiul „Joseph-Bech” acordat de Fundația „Alfred Toepfer” F.V.S., Hamburg, Germania (2002)